# Lindach (Schwäbisch Gmünd)
Lindach ist der nördlichste Stadtteil von Schwäbisch Gmünd in Baden-Württemberg. Die ehemals selbständige Gemeinde wurde 1971 eingemeindet.

## Geographie

### Geographische Lage
Der Stadtteil liegt auf einer Hochfläche etwa 4 km nordöstlich von Schwäbisch Gmünd, die im Norden vom Leintal, im Süden vom Sulzbachtal und im Westen durch das Pfaffenbachtal begrenzt wird und ist Teil der Welzheim-Alfdorfer Liasplatten.

### Nachbarorte
Lindach grenzt im Norden an die Gemeinden Durlangen und Täferrot, im Osten an den Stadtteil Herlikofen und im Westen an die Gemeinde Mutlangen. Die Stadt Schwäbisch Gmünd begrenzt schließlich Lindach im Süden.

## Geschichte
Die Ortsgründung könnte auf eine Initiative der Staufer als eine angelegte Burgsiedlung zurückzuführen sein. Erstmals urkundlich erwähnt wird 1150 ein Adeliger „Tietpret de Linbah“ aus dem Umkreis König Konrads III., der als Tibert von Weinsberg gedeutet wird. Die edelfreien Herren von Lindach wurden wahrscheinlich um 1140 mit der Burg Weinsberg ausgestattet (Herren von Weinsberg), während die Burg Lindach von einer niederadeligen Familie bezogen wurde. 1421 ist letztmals ein Lehensbesitz eines Konrad von Weinsberg in Lindach bezeugt.
Die örtlichen Besitz- und Herrschaftsverhältnisse spalteten sich ab dem 14. Jahrhundert zunehmend auf. In erster Linie zählte das Dominikanerinnen-Kloster Gotteszell zahlreiche Güter und Einkünfte in Lindach. Auch das Kloster Lorch besaß drei Höfe. Dennoch existierten im Ort noch einige Freibauern, die der „Waibelhube ob Gemunde“ angehörten.
Güter und Rechte zu Lindach wurden im 15. Jahrhundert von den Rechbergern verkauft, vornehmlich an die Reichsstadt Schwäbisch Gmünd oder deren Bürger.

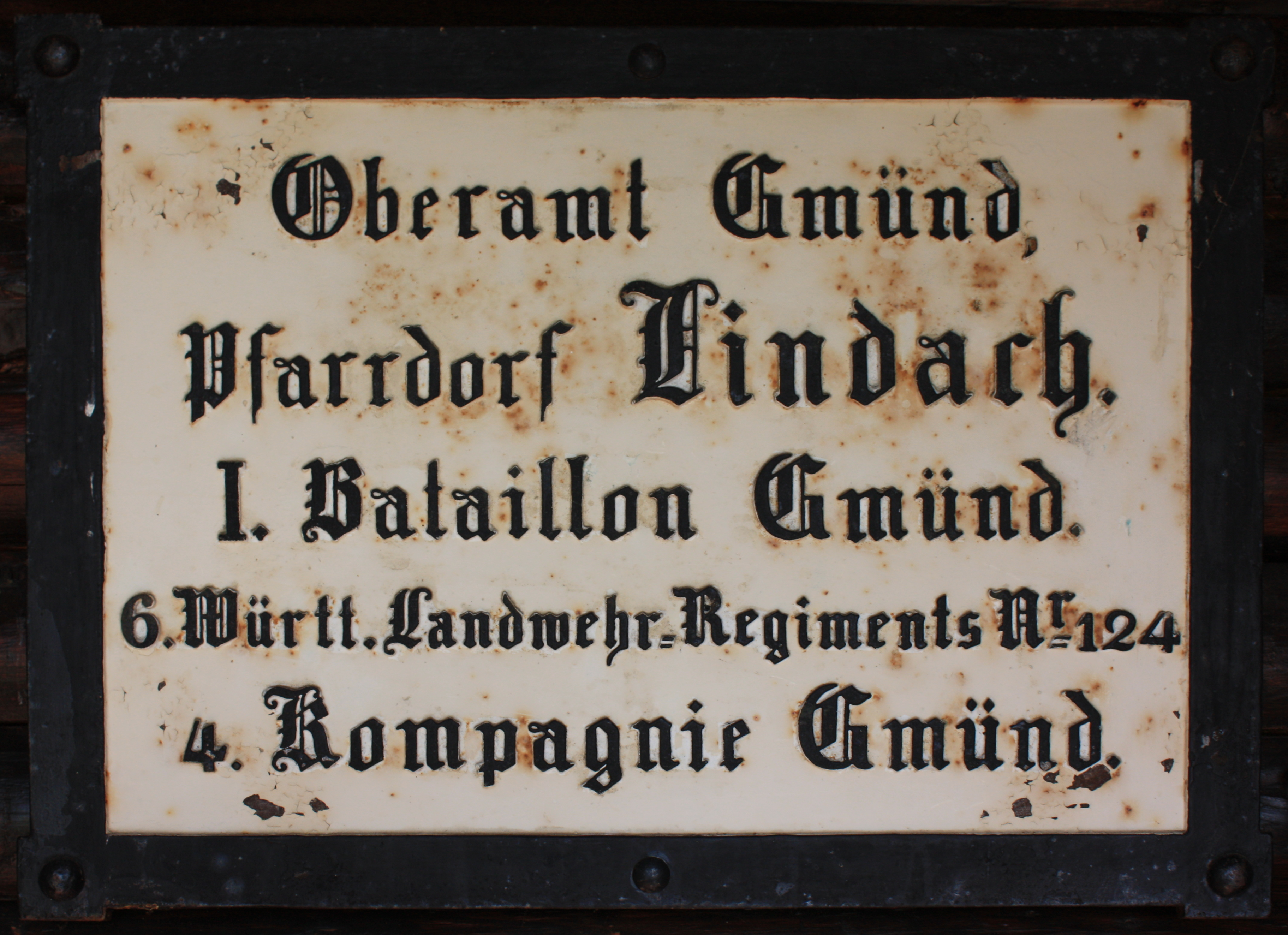
Historische Ortstafel

1485 veräußerten Kaspar von Nenningen und seine Frau Turm und Rechte in Lindach an Schenk Albrecht von Limpurg. Limpurg verkauft 1515 Lindach mit dem Turm und dem halben Gericht an Hans Diemar, was einen langwierigen Streit zwischen Diemar, Schwäbisch Gmünd und Kloster Gotteszell hervorrief. Erst 1574 wird der ab 1543 auch gewaltsam ausgetragene Streit für Diemar entschieden. 1577 bzw. 1581 fällt Lindach an Württemberg. Bis 1679 werden Schloss und Dorf von der Familie von Laymingen verwaltet, die im Ritterkanton Kocher inkorporiert ist.
1751 wurde Lindach als württembergisches Kammergut dem Amt Heubach zugeordnet, das Schlossgut allerdings 1752 verkauft. Nach Aufhebung des Amtes Heubach wurde Lindach 1806 dem Oberamt Gmünd eingegliedert.
Am 1. Juli 1971 wurde Lindach in die Stadt Schwäbisch Gmünd eingegliedert.

## Verkehr
Quer durch den Ort führt die Landesstraße L 1156.

## Vereine
Der Turnverein Lindach wurde 1886 gegründet und ist heute ein Mehrspartenverein. Das Angebot des TV Lindach beläuft sich vom Fußball über Turnen bis hin zu Aerobic und Gymnastik. Beim TV Lindach sollen Personen aus allen Altersgruppen angesprochen werden. Des Weiteren gibt es beim TV Lindach mehrere Veranstaltungen im Jahr.
Ebenso sind u. a. ein Kleintierzucht-, ein Obst und Gartenbau- und ein Schützenverein sowie ein Sängerkranz im Ort beheimatet.
Die Ortsgruppe Lindach des Schwäbischen Albvereins wurde 1967 gegründet. Sie veranstaltet jährlich im Sommer das Waldfest auf der vor dem Ort gelegenen Anhöhe Schelmenwasen. Dort befindet sich die vereinseigene Schutzhütte, die im Jahre 1978 erstellt und 1994 erweitert wurde, sowie eine öffentliche Grillanlage.

## Sonstiges
Die Mission Kwasizabantu Deutschland hatte ihren Europasitz in Lindach. Sie betrieb neben dem Missionszentrum, eine Autowerkstatt, eine Tischlerei und die Domino Servite Schule (DSS) Lindach. 2019 distanzierte sich die Organisation von der südafrikanischen Mission und firmiert seitdem als Freie Evangelische Gemeinschaft Lindach e.V. 